# Ivan Kramskoj
Ivan Nikolajevič Kramskoj (Ostrogožsk kraj Voronježa, 8. lipnja 1837. – Sankt-Peterburg, 6. travnja 1887.), (ruski: Иван Николаевич Крамской) - ruski slikar i likovni kritičar. Bio je intelektualni vođa Peredvižnjevaca - ruskog kritičkog realizma u razdoblju 1860. – 1880.
Ivan Kramskoj potječe iz siromašne sitnoburžoaške obitelji. Od 1857. do 1863., studirao je u Sankt-Peterburgu. Reagirao je protiv akademske umjetnosti i bio inicijator pobune "četrnaestorice", koji je završila njegovim izbacivanjem s akademije sa skupinom svojih kolega, s kojima je organizirao udrugu "Artel likovnih umjetnika" (rus: "Артель художников").
Pod utjecajem ideja ruskih revolucionarnih demokrata, Kramskoj je ustvrdio visoku javnu dužnost umjetnika, s načelima realizma, moralne supstance i nacionalnosti umjetnosti. Postao je jedan od glavnih osnivača i ideologa Društva itinerantske likovne izložbe (Peredvižnjevci). 
U razdoblju 1863. – 1868., predavao je slikanje na školi društva za promicanje primijenjene umjetnosti. 
Naslikao je niz portreta značajnih ruskih pisaca, znanstvenika, umjetnika i javnih osoba (Lav Nikolajevič Tolstoj 1873., Ivan Šiškin 1873., Pavel Tretjakov 1876., Mihail Saltikov-Ščedrin 1879., Sergej Botkin 1880. i dr.), u kojima izražajna jednostavnost i jasnoća prikaza ističu duboke psihološke elemente likova. Kramskojevi demokratski ideali našli su svoj najsjajniji izraz u portretima seljaka.
Na jednoj od svojih najpoznatijih slika: "Krist u pustinji" (1872., Tretjakova galerija), nastavio je humanističku tradiciju Aleksandra Ivanova prikazom vjerskih motiva u moralno-filozofskom smislu. Prožeo je svoju sliku Krista s dramatičnim iskustvima u duboko psihološkom tumačenju, prizivajući ideju herojske samopožrtvovnosti.
Izvršio je presudan utjecaj na razvoj umjetnosti realizma i estetike u Rusiji u posljednjoj trećini 19. stoljeća.

## Galerija
- Sirene, 1871.
- Starac sa štakom, 1872.
- Krist u pustinji, 1872.
- Portret slikara Ivana Šiškina, 1873.
- Lav Tolstoj, 1873.
- Ivan Šiškin, 1880.
- Maria Feodorovna, 1880.-te
- Fjodor Dostojevski na posmrtnoj postelji, 1881.
- Portret nepoznate žene, 1883.
- Vladimir Solovjov, 1885.
- Aleksandar III., ruski car, 1886.